# Born to Die (album)
Born to Die – drugi album studyjny amerykańskiej autorki tekstów oraz piosenkarki Lany Del Rey. Płyta ukazała się 27 stycznia 2012 roku wydana przez wytwórnie Polydor, Interscope Records oraz Stranger Records. Po podpisaniu umowy z wytwórnią Stranger w czerwcu 2011 roku, wokalistka wydała singiel "Video Games",  drugi  "Born to Die" ukazał się 30 grudnia 2011 roku. Muzycznie Born to Die nawiązuje do indie popu, ale zawiera także cechy takich gatunków jak alternatywny hip hop, sadcore i pop alternatywny wywodzący się z rocka.
Płyta spotkała się z mieszanymi recenzjami krytyków, album okazał się sukcesem komercyjnym. Płyta dotarła do pierwszego miejsca w siedmiu krajach, m.in. Australii, Francji, Niemczech i Wielkiej Brytanii. Born to Die zadebiutowało także w pierwszej piątce list przebojów w kilku krajach, w tym w Stanach Zjednoczonych, gdzie w pierwszym tygodniu album osiągnął na Billboard 200 drugą pozycję.

## Tło
Del Rey wydała trzy-piosenkową mini płytę o tytule Kill Kill w 2008 roku, natomiast pierwszy album studyjny zatytułowany Lana Del Ray A.K.A. Lizzy Grant ukazał się w 2010 roku. To była jej pierwsza profesjonalna praca jako Lizzy Grant z niezależną wytwórnią płytową, której David Kahne był producentem. "EP Kill Kill było przez krótki czas dostępne na iTunes. W czerwcu 2011 roku wokalistka podpisała kontrakt z wytwórnią Stranger, dzięki której wydała swój debiutancki singiel "Video Games". W październiku 2011 roku zgodziła się na wspólną transakcję z Interscope Records i Polydor Records. Podczas wywiadu w magazynie The Observer Del Rey wypowiedziała się na temat pierwszego singla: "Ja po prostu zamieściłam tę piosenkę w Internecie kilka miesięcy temu. Szczerze? To nie miał być główny singiel z albumu, ale ludzie sami zdecydowali za mnie. Jestem bardzo smutna, kiedy gram ten utwór, płaczę czasem, gdy ją śpiewam." Tygodnik poinformował następnie, że Lana przygotowuje się do wydania albumu w styczniu 2012 roku. Podczas francuskiego show telewizyjnego Taratata artystka powiedziała, że płyta będzie się nazywać Born to Die. Wydawnictwo ukazało się 27 stycznia 2012 roku w Brazylii i Irlandii, 30 stycznia 2012 roku w Wielkiej Brytanii, a dzień później na całym świecie.

## Kompozycje
Lana wyjaśniła obniżenie głosu  "Ludzie nie brali mnie bardzo poważnie, więc obniżyłam ton głosu, wierząc, że pomoże to mnie wyróżniać. Teraz śpiewam nisko ... jak na kobietę. Sama artystka opisuje swoją muzykę jako "Hollywoodzkie sadcore", porównała siebie do "gangsterskiej Nancy Sinatra".
Trzeci utwór "Blue Jeans" zawiera wpływy z hip hopu. Del Rey rapuje także w kilku wersach, "Off to the Races" został lirycznie opisany jako "dziwaczny pokaz niewłaściwej niezależności", a refren przypomina Sheryl Crow " z singla z 1994 roku "Leaving Las Vegas".

## Odbiór

### Krytyka
| Oceny łączne         | Oceny łączne |
| Publikacja           | Ocena        |
| -------------------- | ------------ |
| Album of the Year    | 63/100       |
| AnyDecentMusic?      | 6.2/10       |
| Metacritic           | 62/100       |
| Recenzje             |              |
| Publikacja           | Ocena        |
| AllMusic             | [ 22 ]       |
| The A.V. Club        | D            |
| Entertainment Weekly | C+           |
| Evening Standard     | [ 25 ]       |
| The Guardian         | [ 26 ]       |
| The Independent      | [ 27 ]       |
| The Observer         | [ 28 ]       |
| Pitchfork            | 5.5/10       |
| Rolling Stone        | [ 30 ]       |
| Slant Magazine       | [ 31 ]       |
| Sputnikmusic         | 3.0/5        |

Album otrzymał średnią ocenę 63 na 100 na podstawie 39 recenzji krytycznych w podsumowaniu Album of the Year, 6.2 na 10 na podstawie 40 recenzji w zestawieniu AnyDecentMusic? i 62 na 100 na podstawie 37 recenzji w Metacritic z komentarzem „ogólnie przychylne recenzje”. 
Jaime Gill z BBC Music skrytykowała, że płyta "nie jest doskonała". Sal Cinquemani ze Slant Magazine przyznał ocenę 4 na 5 możliwych gwiazdek, stwierdził, że: "jak na ironię, jedynym słabym punktem albumu jest jego nieskazitelna produkcja, co może być nieco przytłaczające w ciągu 12 utworów." Alexis Petridis z The Guardian także przyznał notę 4 z 5 gwiazdek mówiąc, że Born to Die jest "pięknie nagraną muzyką pop, której jest zbyt dużo", lecz większość melodii jest "skomponowana znakomicie", uznając, że Del Rey "nie ma lirycznego wyposażenia rozwijającego dramatyzm albumu". Greg Kot z Chicago Tribune dał negatywną recenzję za zbyt częstą monotonię utworów.
Rob Sheffield z Rolling Stone stwierdził, że teksty były siłą tego albumu, ale Del Rey zaśpiewała  "ściągniętym i napiętym głosem" i "jeszcze nie była gotowa na album". Sheffield ocenił album na 2 gwiazdki z 5 i stwierdził, że "biorąc pod uwagę jej elegancki wizerunek, to zaskoczeniem jest nudnym, ponurym i zagłodzonym-popem". AllMusic dał dwie i pół gwiazdki na pięć możliwych, stwierdzając: "jest przepaść, która oddziela "Video Games" od pozostałego materiału na albumie, który ma dokładnie ten sam cel -zmysłowy, seksi, ale żaden z tą samą liryczną gracją, siłą emocji czy sympatyczną produkcją... początek intrygujący, ale Del Rey będzie musiała zdecydować, czy chce być tak udana jak jej kariera zapowiadała się na początku." Sputnikmusic nie polubił albumu pisząc: "najgorsze jest to, że na Born to Die nawet świetne piosenki zawierają problemy". Kitty Empire z The Observer przyznała płycie trzy na pięć gwiazdek twierdząc, że w przeciwieństwie do muzyki pop Lady Gagi i Katy Perry Lana jest napędzana przez smutek, a śpiewa lakonicznym, hipnotycznym głosem, który ostatecznie ratuje tę dokładnie rozwiązłą, feministyczną, koszmarną produkcję dla romantyków."
Evan Rytlewski z magazynu The A.V. Club skrytykował album, oceniając go jako "płytki i wyczerpany nerwowo". Randall Roberts z Los Angeles Times zauważył, że wokal Lany "ma wielki potencjał", mimo wyróżniających się utworów takich jak "Summertime Sadness" i "Dark Paradise" słuchając albumu "stajesz się zmęczony i zamroczony i stajesz się bardzo, bardzo śpiący." Lindsay Zoladz z Pitchforka dała albumowi ocenę 5.5/10 pisząc: "punkt widzenia albumu, jeśli można to tak nazwać, odczuwa się jako niezgrabny i anachroniczny... [on] nigdy nie powoduje napięcia (...) Dla wszystkich, którzy gruchają o miłości i oddaniu odpowiednikiem tego albumu jest oszukany orgazm - kolekcja piosenek o nieszczęśliwej miłości bez iskry." NME stworzyło pozytywną recenzję dając albumowi notę 8/10, pisząc: "pomimo że to nie jest całkiem doskonała płyta popowa, (...) Born to Die to wciąż pojawienie się świeżej i odprężająco samokrytycznej wrażliwości w popie."

## Lista utworów
| #                                                            | Tytuł | Autorzy tekstu                      | Produkcja nagrywająca (inne wykonywane zajęcie) | Czas |
| ------------------------------------------------------------ | --- | ----------------------------------- | ----------------------------------------------- | ---- |
| 1.                                                           | "Born to Die" | Lana Del Rey, Justin Parker         | Emile Haynie                                    | 4:46 |
| 2.                                                           | "Off to the Races" | Del Rey, Tim Larcombe               | Patrick Berger, Haynie                          | 5:00 |
| 3.                                                           | "Blue Jeans" | Del Rey, Haynie, Dan Heath          | Haynie                                          | 3:30 |
| 4.                                                           | "Video Games" | Del Rey, Parker                     | Parker, Robopop                                 | 4:42 |
| 5.                                                           | "Diet Mountain Dew" | Del Rey, Mike Daly                  | Haynie, Jeff Bhasker (producent wykonawczy)     | 3:43 |
| 6.                                                           | "National Anthem" | Del Rey, Parker, The Nexus          | Emile Haynie                                    | 3:51 |
| 7.                                                           | "Dark Paradise" | Del Rey, Rick Nowels                | Haynie, Nowels (producent wykonawczy)           | 4:03 |
| 8.                                                           | "Radio" | Del Rey, Parker                     | Haynie                                          | 3:34 |
| 9.                                                           | "Carmen" | Del Rey, Parker                     | Haynie, Bhasker (dodatkowy producent)           | 4:08 |
| 10.                                                          | "Million Dollar Man"                                                                                                   | Del Rey, Chris Braide               | Haynie, Braide                                  | 3:51 |
| 11.                                                          | "Summertime Sadness"                                                                                                   | Del Rey, Nowels                     | Haynie, Nowels (producent wykonawczy)           | 4:25 |
| 12.                                                          | "This Is What Makes Us Girls"                                                                                          | Del Rey, Jim Irvin, Larcombe        | Al Shux, Haynie                                 | 3:58 |
| Target exclusive bonus tracks i Special edition bonus tracks | |                                     |                                                 |      |
| 13.                                                          | "Without You" | Del Rey, Sacha Skarbek              | Haynie                                          | 3:49 |
| 14.                                                          | "Lolita" | Del Rey, Liam Howe, Hannah Robinson | Haynie                                          | 3:40 |
| 15.                                                          | "Lucky Ones" (utwór niedostępny na edycji Target exclusive bonus track, dostępny tylko na Special edition bonus track) | Del Rey, Nowels                     | Haynie, Nowels (producent wykonawczy)           | 3:45 |

| French bonus track                          |
| ------------------------------------------- |
| 13. "Video Games" (White Lies C-Mix) – 7:32 |

| French limited edition bonus track          |
| ------------------------------------------- |
| 16. "Video Games" (White Lies C-Mix) – 7:32 |

| US ITunes Store bonus track                                                                       |
| ------------------------------------------------------------------------------------------------- |
| 16. "Video Games" (Joy Orbison Remix) – Del Rey, Parker – Parker, Robopop, Orbison (remix) – 4:59 |

| German iTunes Store bonus tracks                                                                      |
| --- |
| 16. "Born to Die" (Music video) – Yoann Lemoine (reżyser) – 4:45 17. "Video Games" (Performance edit) |

Notki
- Spis utworów pochodzi z książeczki zamieszczonej do albumu[39].

## Personel
Wykonanie
- Lana Del Rey – główny artysta, wokalista, kompozytor

Produkcja
| - Chris Braide – kompozytor, producent muzyczny - Rick Nowels – kompozytor - Mike Daly – kompozytor - John Davis – mastering - Justin Parker – kompozytor | - Emile Haynie – kompozytor, producent muzyczny - Tim Larcombe – kompozytor - Jim Irvin – kompozytor - Lana Del Rey – kompozytor - Dan Heath – kompozytor |

Informacje o wykonaniu albumu podała strona internetowa spółki Barnes & Noble.

## Notowania
| Listy (2012)                        | Najwyższe pozycje |
| ----------------------------------- | ----------------- |
| Australia (ARIA Charts)             | 1                 |
| Austria (IFPI)                      | 1                 |
| Belgia (Ultratop Flandria)          | 2                 |
| Belgia (Ultratop Walonia)           | 1                 |
| Chorwacja (HDU)                     | 3                 |
| Czechy (IFPI)                       | 5                 |
| Dania (Tracklisten)                 | 3                 |
| Finlandia (Finland's Official List) | 5                 |
| Francja (SNEP)                      | 1                 |
| Grecja (IFPI)                       | 5                 |
| Hiszpania (PROMUSICAE)              | 9                 |
| Holandia (MegaCharts)               | 2                 |
| Irlandia (IRMA)                     | 1                 |
| Kanada (Canadian Albums Chart)      | 3                 |
| Meksyk (AMPROFON)                   | 34                |
| Niemcy (Media Control Charts)       | 1                 |
| Norwegia (VG-Lista)                 | 2                 |
| Nowa Zelandia (RIANZ)               | 2                 |
| Polska (OLiS)                       | 2                 |
| Portugalia (AFP)                    | 2                 |
| Stany Zjednoczone (Billboard 200))  | 2                 |
| Szkocja (OCC)                       | 1                 |
| Szwajcaria (Schweizer Hitparade)    | 1                 |
| Szwecja (IFPI)                      | 14                |
| Tajwania (IFPI)                     | 10                |
| Wielka Brytania (UK Albums Chart)   | 1                 |
| Włochy (FIMI)                       | 5                 |

## Certyfikaty i sprzedaż
| Kraj                         | Certyfikat              | Sprzedaż   |
| ---------------------------- | ----------------------- | ---------- |
| Australia (ARIA)             | 4x platynowa płyta      | 280 000+   |
| Austria (IFPI Austria)       | 2x platynowa płyta      | 40 000+    |
| Belgia (BEA)                 | platynowa płyta         | 30 000+    |
| Brazylia (Pro-Música Brasil) | platynowa płyta         | 40 000+    |
| Dania (IFPI Danmark)         | 4x platynowa płyta      | 80 000+    |
| Francja (SNEP)               | diamentowa płyta        | 500 000+   |
| Hiszpania (Promusicae)       | platynowa płyta         | 40 000+    |
| Irlandia (IRMA)              | 2x platynowa płyta      | 30 000+    |
| Kanada (MC)                  | 5x platynowa płyta      | 400 000+   |
| Meksyk (AMPROFON)            | platynowa + złota płyta | 90 000+    |
| Niemcy (BVMI)                | 9x złota płyta          | 900 000+   |
| Norwegia (IFPI Norge)        | złota płyta             | 15 000+    |
| Nowa Zelandia (RMNZ)         | 6x platynowa płyta      | 90 000+    |
| Polska (ZPAV)                | diamentowa płyta        | 100 000+   |
| Portugalia (AFP)             | 2x platynowa płyta      | 30 000+    |
| Singapur (RIAS)              | złota płyta             | 5 000+     |
| Stany Zjednoczone (RIAA)     | 5x platynowa płyta      | 5 000 000+ |
| Szwajcaria (IFPI Schweiz)    | 2x platynowa płyta      | 60 000+    |
| Szwecja (GLF)                | złota płyta             | 20 000+    |
| Węgry (MAHASZ)               | złota płyta             | 3 000+     |
| Wielka Brytania (BPI)        | 5x platynowa płyta      | 1 500 000+ |
| Włochy (FIMI)                | 3x platynowa płyta      | 150 000+   |